# 羅戈曾島
羅戈曾島（英語：Rogozen Island）是南極洲的島嶼，位於羅伯特島西北面，屬於南設得蘭群島的一部分，處於康沃爾島東北面0.92公里、斯韋圖爾卡島西南面0.47公里和斯韋圖爾卡島西北面1.74公里。

## 外部連結
- Rogozen Island. （页面存档备份，存于）

62°19′54″S 59°42′00″W / 62.33167°S 59.70000°W